# Câmp, Bihor
Câmp (în maghiară Vaskohmező) este o localitate componentă a orașului Vașcău din județul Bihor, Crișana, România.

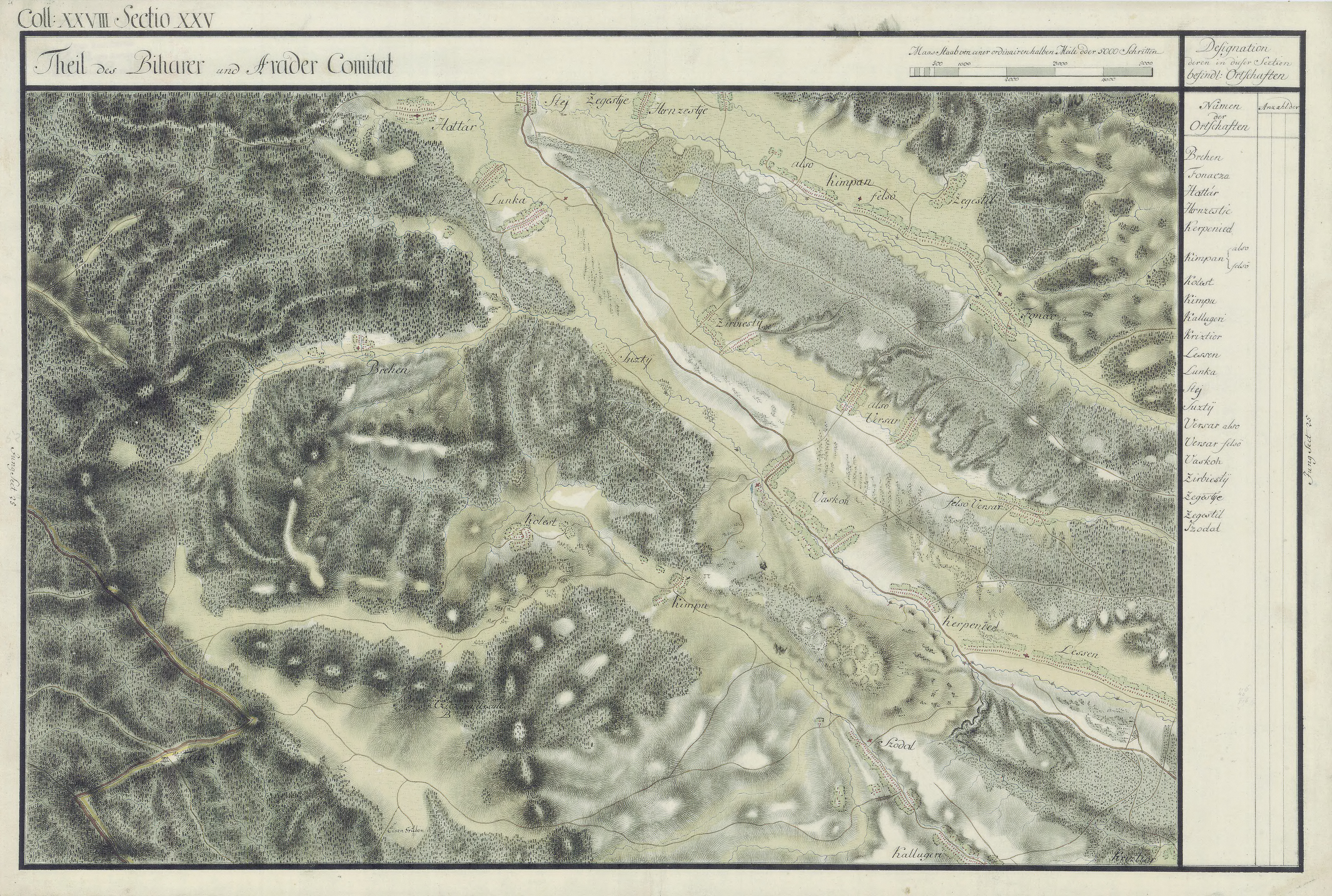
Câmp în Harta Iozefină a Comitatului Bihor, 1782-85

 Acest articol despre o localitate din județul Bihor este deocamdată un ciot. Puteți ajuta Wikipedia prin completarea lui.